# Вестовер (Пенсільванія)
Вестовер (англ. Westover) — місто (англ. borough) в США, в окрузі Клірфілд штату Пенсільванія. Населення — 361 особа (2020).

## Географія
Вестовер розташований за координатами 40°44′28″ пн. ш. 78°41′17″ зх. д. / 40.74111° пн. ш. 78.68806° зх. д. (40.741062, -78.688005).  За даними Бюро перепису населення США в 2010 році місто мало площу 7,12 км², з яких 6,98 км² — суходіл та 0,14 км² — водойми.

## Демографія
Згідно з переписом 2010 року, у селищі мешкало 390 осіб у 155 домогосподарствах у складі 103 родин. Густота населення становила 55 осіб/км².  Було 171 помешкання (24/км²).
Расовий склад населення:
| - 99,7 % — білих - 0,3 % — азіатів |

До двох чи більше рас належало 0,0 %. Частка іспаномовних становила 0,0 % від усіх жителів.
За віковим діапазоном населення розподілялося таким чином: 22,8 % — особи молодші 18 років, 61,8 % — особи у віці 18—64 років, 15,4 % — особи у віці 65 років та старші. Медіана віку мешканця становила 39,1 року. На 100 осіб жіночої статі у селищі припадало 113,1 чоловіків;  на 100 жінок у віці від 18 років та старших — 109,0 чоловіків також старших 18 років.
Середній дохід на одне домашнє господарство  становив 48 837 доларів США (медіана — 42 188), а середній дохід на одну сім'ю — 53 475 доларів (медіана — 50 750). Медіана доходів становила 32 222 долари для чоловіків та 22 500 доларів для жінок. За межею бідності перебувало 11,7 % осіб, у тому числі 13,3 % дітей у віці до 18 років та 14,3 % осіб у віці 65 років та старших.
Цивільне працевлаштоване населення становило 176 осіб. Основні галузі зайнятості: освіта, охорона здоров'я та соціальна допомога — 19,3 %, роздрібна торгівля — 17,6 %, виробництво — 17,0 %.